# Capanna del Corno Gries
La capanna del Corno Gries è un rifugio alpino situato nel comune di Bedretto, nel Canton Ticino, nella valle del Corno, non molto lontano dal passo della Novena nelle Alpi Lepontine, a 2.338 m s.l.m.

## Storia
Fu inaugurata nel 1927, ampliata nel 1933, e rimodernata nel 1978 e nel 2007.

## Caratteristiche e informazioni
La capanna è disposta su tre piani, con refettorio panoramico unico per un totale di 70 posti. In assenza del guardiano sono a disposizione piani di cottura sia a legna che a gas, completi di utensili di cucina. I servizi igienici e l'acqua corrente sono all'interno dell'edificio. Il riscaldamento è a legna. L'illuminazione è prodotta da pannelli solari. I posti letto sono suddivisi in 9 stanze.

## Accessi
- Alpe di Cruina 2.002 m - L'Alpe di Cruina è raggiungibile anche con i mezzi pubblici. - Tempo di percorrenza: 1 ora - Dislivello: 300 metri - Difficoltà: T2
- Passo della Novena 2'478 m - Il passo della Novena è raggiungibile anche con i mezzi pubblici. - Tempo di percorrenza: 3 ore - Dislivello: -100 metri - Difficoltà: T2
- All'Acqua 1.614 m  - All'Acqua è raggiungibile anche con i mezzi pubblici. - Tempo di percorrenza: 3 ore - Dislivello: 700 metri - Difficoltà: T2.

## Ascensioni
- Blinnenhorn - 3.374 m
- Corno Gries - 2.969 m
- Piccolo Corno Gries - 2.930 m

## Escursioni
- Lago Gries (2.477 m) - Tempo di percorrenza: 2 ore - Dislivello: 250 metri - Difficoltà: T2

## Traversate
- Capanna Piansecco 3 ore
- Rifugio Val Toggia (I) 3 ore
- Rifugio Città di Busto (I) 3 ore
- Rifugio Cesare Mores 3,30 ore (I)
- Capanna del Basòdino 5 ore
- Capanna Cristallina 6 ore
- Rifugio Vannino (I) 6 ore